# Aerodina
L'aerodina (pron. aerodìna) è un aeromobile più pesante dell'aria, la cui sostentazione è ottenuta mediante un'azione aerodinamica sulle superfici del mezzo.
Le aerodine rappresentano una delle due grandi classi in cui vengono classificati gli aeromobili (l'altra è rappresentata dagli aerostati, anche detti mezzi più leggeri dell'aria) e si caratterizzano per la presenza di un "organo sostentante" capace di muovere o deviare una certa massa d'aria verso il basso in maniera da sostentare il volo.
Questo organo sostentante può essere un'ala, nel caso dei velivoli o una pala in un elicottero, ma anche, tipicamente, un ugello, nei razzi.
In base al tipo di organo sostentante, le aerodine possono dunque dividersi in tre diverse classi: aerodine a sostentazione aerodinamica, aerodine a sostentazione per reazione diretta, e aerodine a sostentazione mista.

## Aerodine a sostentazione aerodinamica
L'organo sostentante (ad esempio un'ala) viene a essere investito da una certa massa d'aria in virtù del proprio moto relativo ed è in grado di deviare questa massa verso il basso così da generare una forza (detta in questo caso portanza) verso l'alto. Tra questi:
- Aerodine con superfici alari fisse (anche detti velivoli)
  - aeroplano (propulso)
  - aliante (non propulso)
- con superfici alari battenti (ornitottero)
- piani inclinati (aquilone, o cervo volante)
- con ali rotanti azionate da motori (elicottero)
- con ali autorotanti (autogiro)
- velivoli a effetto suolo: ekranoplani e WIG (Wing in Ground Effect, Ala in effetto suolo)

## Aerodine a sostentazione per reazione diretta
In questo caso la sostentazione viene assicurata da sistemi meccanici (detti tecnicamente gettosostentatori) capaci di accelerare grandi masse d'aria o gas (ad esempio un ugello collegato a un motore a razzo). Questo tipo di sostentazione non richiede dunque che vi sia necessariamente un moto relativo dell'aria rispetto al mezzo. Rientrano in questa classe:
- missili
- piattaforme volanti (ad esempio, un lander)
- piattaforme a cuscino d'aria (hovercraft)

## Aerodine a sostentazione mista
Impiegano entrambe le metodologie precedenti di sostentazione.
Tra questi (sebbene spesso inseriti anche nella categoria dei velivoli) gli aeromobili VTOL del tipo a spinta vettoriale o, per estensione, gli STOL.